# Joaquim Xavier Botelho de Lima
Joaquim Xavier Botelho de Lima era da família dos Condes de São Miguel, tendo ingressado na vida religiosa enquanto clérigo regular da Congregação da Divina Providência. Formou-se em cânones na Universidade de Coimbra. Em 1784 foi nomeado para a sede arquiepiscopal, onde foi Arcebispo até à sua morte, em 10 de Abril de 1800.
O seu nome pode ainda ser encontrado no tecto do apostolado da Sé de Évora